# Chaman (Paquistão)
Chamanou Chamman (Urdu: چمن ) é uma cidade do Paquistão localizada no distrito de Killa Abdullah, província de Baluchistão.
Chaman está localizada na fronteira com o Afeganistão. Do outro lado da fronteira, no Afeganistão, está a cidade de Spin Boldak na província de Candaar. 

## Demografia
- Homens: 36 744
- Mulheres: 28 733

(Censo 1998)
Chaman possui grande número de refugiados afegãos, provenientes da guerra civil e da invasão Soviética em 1979.